# 石田瑞樹
石田 瑞樹（いしだ みずき、2002年1月24日 - ）は、日本の映像監督、俳優、株式会社2L代表取締役。東京都文京区出身、武蔵大学社会学部社会学科卒業。

## 来歴・人物
東京都文京区生まれ。身長167cmの体重43kg。特技は料理と動画編集。趣味は料理とミュージカル鑑賞。
小学生の頃はサッカー一筋で小柄ながらもサッカー少年の日々を送っていた。
2020年夏にディズニーランドのアルバイトの雇い止めがきっかけで俳優を開始。初出演で松竹映画『ハニーレモンソーダ』の出演を果たした。以後、様々な作品に出演。
2021年、大学在学中に突然初めての入院を経験。話すことが好きでも誰とも話さない時間に寂しさを覚えた。共にお話で時間を共有できるサービスが欲しい・退院後の体力の衰えからくる生活の不自由さに不安を抱き、関連する２つのサービスを起業したと記事で語っている。
2021年、自ら映画制作を行い、映画『Re:TRY』が「ゆうばり国際ファンタスティック映画祭」で賞を受賞。初作品で初受賞を果たした。その後、2022年11月には自身2作品目となる『あの月になれたら』を公開した。後に「TOKYO青春映画祭」ノミネートされてU-NEXTで配信されているだけでなく、「2024 European Cinematography AWARDS (ECA) 」「学生最優秀賞」や「2023 The Student World Impact Film Festival (SWIFF)」「特別賞」など海外の映画祭でも次々に入賞を果たした。
2022年6月から現在は、株式会社2Lの代表取締役としても活躍中。3事業5サービスを提供している。
2024年8月には新作劇場公開映画『彼の瞳に映る僕』の製作を発表した。この映画は性の多様性ではなく、誰もが「普通」に人生を歩むことについて問いかける内容となっている。出演者にはミュージカルや2.5次元舞台で活躍する若手俳優やモデル・俳優がダブル主演を務める。石田瑞樹は今回の映画で日本での商業映画の最年少監督記録を6歳早く更新する可能性がある。映画の公開は2025年冬を予定している。

## 出演歴

### TV
- 2023年
  - テレビ朝日「かまいガチ」
  - NHK「チコちゃんに叱られる!」
  - TBSテレビ」Get Ready!」第7話
  - NHK「あしたが変わるトリセツショー」
- 2022年
  - 日本テレビ「上田と女が吠える夜」若者 役
  - フジテレビ「令和 平成 昭和の名曲ランキングSHOW ミュージック ジェネレーション」
- 2021年
  - 日本テレビ「真犯人フラグ」第2話・第3話　刑事 役
  - TBSテレビ「ヒミツの昼顔」再現VTR大学生 役
  - BS11ドラマ「ガンダムビルドリアル」第6話　鋼華団ビルド・アルマ担当
  - 日本テレビ「上田晋也の日本メダル話」
  - BSテレ東「松田学の未来経済タイムズ」
  - フジテレビ「華丸大吉&千鳥のテッパンいただきます!」足ツボ整体師 役
  - フジテレビ「華丸大吉＆千鳥のテッパンいただきます!」開成高校生徒 役
- 2020年
  - TBS「上田晋也のニュースな国民会議」
  - BSフジ「CODE1515」観客 役

### 映画
- 2021年
  - 松竹『ハニーレモンソーダ』クラスメイト 役

### その他
- 2023年
  - ドラマ『イケメンセブンディズ』レギュラークラスメイト
  - 帝京大学 TVCM
- 2022年
  - マイナビ進学　「進路のミカタ」モデル
  - 「アイディア高等学校」パンフレット・HPモデル
  - FANCL×「マイナビ学生の窓口」就活生向け記事モデル
  - LG「ultra PC」モデル
  - 京進スクール・ワン海老名校　webCMメイン教師
  - 「栄光ゼミナール」高校生サブモデル
  - 「マイナビ学生の窓口」×「KUROKONO gift」モデル
  - Abemaオリジナルドラマ「ANIMALS」インフルエンサー役
  - マイナビ進学　「パンフレット取り寄せ号8月号」モデル
  - 「マイナビ学生の窓口」×「みんなの銀行」タイアップモデル「新生活がスタートする今こそ『お金』を見直そう！ 目的別にお金を貯める『ボックス』活用術とは？ 」
  - BREIMEN MV
- 2021年
  - アリシアクリニック TVCM
  - AbemaTV『会社は学校じゃねぇんだよ』第1話
  - Indeed CM
  - ソーダストリーム CM
  - マイナビ学生の窓口magazine 親子応援特別号　「コロナの大学生活に必要なPCは？先輩たちが語る、賢い選び方」
  - マイナビ学生の窓口「手軽にできる顔周りの垢抜け術で悪くない評価を得るコツ」イベントMC
  - マイナビ学生の窓口「自然で垢抜けなれる眉毛の整え方」イベントMC
  - 大正製薬「Coppertone」TVCMサッカー部員役
  - N予備校VR面接教材　山本健太・山田幸太郎役
- 2020年
  - Ailiph Doepa「Traffic jam」ＭＶメインキャスト

## 作品
- 東京都　性別による「無意識の思い込み」啓発CM監督[8]
- 株式会社TRYWARP English Club CM[9]
- そろタッチ株式会社　そろタッチ CM
- ランチェPV[10]
- 武蔵大学PV監督[11]
- 「マイナビ学生の窓口」PVディレクター[12]
- 縦型映画『当たり前じゃない日常』監督[13]
- 映画『あの月になれたら』監督[14]

## 受賞歴
- 「2022　ゆうばり国際ファンタスティック映画祭　ゆうばりホープ賞」
- 「TOKYO青春映画際」ノミネート・U-NEXTで配信
- 「2024 European Cinematography AWARDS (ECA) 」「学生最優秀賞」
- 「2023 The Student World Impact Film Festival (SWIFF)」「特別賞」